# Leovegildo Lins da Gama Júnior
Leovegildo Lins da Gama Junior (29 de juny, 1954), conegut simplement com a Junior, fou un futbolista brasiler que jugava de defensa i centrecampista.

## Trajectòria
Junior va jugar al Flamengo en dues etapes, amb qui guanyà quatre campionats brasilers (80/82/83/92), la Copa Libertadores del 1981 i l'Intercontinental del mateix any. Amb 857 partits, és el jugador que més n'ha disputat al club. També jugà a Itàlia, al Torino FC i Pescara entre 1984 i 1989.
Va jugar 74 partits amb la selecció brasilera entre maig de 1979 i desembre de 1992, marcant sis gols. Disputà els mundials de 1982 i 1986.
Junior va ser breument entrenador del Flamengo els següents anys:
- 1993-1994 - 57 partits
- 1997 - 23 partits

També ha participat en nombroses competicions de futbol platja, essent campió del món els anys 1995, 1996, 1997, 1998, 1999 i 2000, i d'Amèrica els anys 1994, 1995, 1996, 1997, 1998 i 1999.

## Palmarès

### Club
- Copa Intercontinental de futbol - 1981
- Copa Libertadores de América - 1981
- Campionat brasiler de futbol - 1980, 1982, 1983, 1992
- Copa do Brasil 1990
- Campionat carioca - 1974, 1978, 1979, 1979 (extra), 1981, 1991

### Individual
- 1985 Futbolista de l'any a Itàlia
- 1992 Futbolista brasiler de l'any - Revista Placar
- Pelé el va incloure dins de la seva llista dels 125 més grans futbolistes vius el març del 2004.[5]